# Chimarra burmana
Chimarra burmana är en nattsländeart som beskrevs av Douglas E. Kimmins 1957. Chimarra burmana ingår i släktet Chimarra och familjen stengömmenattsländor. Inga underarter finns listade i Catalogue of Life.